# ويلبر فيشر
ويلبر فيشر (بالإنجليزية: Wilbur Fisher) هو لاعب كرة قاعدة أمريكي، ولد في 18 يوليو 1894، وتوفي في 24 أكتوبر 1960 في ولش في الولايات المتحدة.

## وصلات خارجية
- ويلبر فيشر على موقعبيزبول رفرنس.كوم (الدوري الرئيسي) (الإنجليزية)